# Економіка Лівану
Ліван — розвивається в основному за рахунок туризму, сфери обслуговування і торгівлі.

## Національний дохід
Ліван належить до нечисленної групи держав світу, в яких у сфері обслуговування і торгівлі створюється більше половини річного національного доходу. Бейрут історично розвивався як міжнародний фінансовий центр, куди стікалися кошти, виручені від експорту нафти зі всього Близького Сходу. Тривалі торгові і культурні зв'язки як з європейськими, так і з арабськими державами дозволили Лівану перетворити торгівлю на один з найважливіших секторів економіки.
З 1950 по 1975 національний дохід Лівану збільшувався в середньому більш, чим на 8 % в рік. Після 1975 цей показник знизився приблизно до 4 %. У 1993 валовий внутрішній продукт (ВВП) обчислювався в 7,6 млрд дол., а в 1995 досяг 11,7 млрд дол. Середньорічне зростання ВВП на душу населення з 1986 по 1995 становив 8,4 %.
ВВП на 1998 — 17,2 млрд дол., реальне зростання ВВП в 1990–1998: 7,7 %. Зростання інфляції в 1990–1998 склало 24 % (у 1998 — 3 %). Зовнішній борг в 1998 — 6,7 млрд дол.
Валютні запаси країни, включаючи золотий запас, в 1996 оцінювалися в 8,1 млрд дол. Загальний зовнішній борг Лівану в 1996 приблизно дорівнював 1,4 млрд дол., а внутрішній борг — 5,8 млрд дол. Проте до 2003 приріст ВВП склав 2 %, таким чином ВВП оцінювався в 17,61 млрд дол. США, а на душу населення — 4800 дол. США. ВВП за секторами розділяється на: сільське господарство — 12 %, індустрію — 21 %, сферу послуг — 67 %.

## Зайнятість
У 1994 32,2 % всього населення, або 938 тис. чоловік належало до економічно активної групи суспільства. З них в секторі послуг було зайняте бл. 39 %. Відповідні показники для промисловості дорівнювали 23 % і 24 %, а для сільського господарства 38 % і 19 %. У 1993 рівень безробіття, за даними Загальної конфедерації трудящих Лівану, становив 35 %. Безробіття в 1999 — близько 30 %.

## Транспорт
Внутрішні перевезення в основному здійснюються автомобільним транспортом. Особливо важливе значення мають прибережне шосе, прокладене з півночі на південь від кордону з Сирією, через міста Триполі, Бейрут і Сайду до кордону з Ізраїлем, і шосе, що проходить зі сходу на захід, від Бейрута до столиці Сирії Дамаску, яке перетинає гори Лівану. Протяжність залізничних колій становить бл. 400 км. Залізниці використовуються епізодично для транспортування вантажів. Перевезення з Лівану за межі близькосхідного регіону здійснюються повітрям і морем. Бейрутській міжнародний аеропорт функціонує з кінця 1940-х років, з тих пір він був значно розширений, особливо після реконструкції в 1992. Компанія «Мідл іст ейрлайнз», заснована в 1945, здійснює регулярні рейси з Бейрута в інші країни Близького Сходу і до Європи. Розширений і модернізований також Бейрутській морський порт.

## Сільське господарство
На узбережжі вирощують банани і цитрусові (апельсини, лимони тощо), в передгір'ях маслини і виноград, вище в горах — яблука, персики, груші і вишня. Основні плодові культури — апельсини і яблука, а також виноград. Важливе товарне значення мають також овочі і тютюн. Наголошується зростання виробництва пшениці і ячменю, але потреби в них не задовольняються повністю за рахунок внутрішніх ресурсів. Тваринництво не грає в Лівані тієї ролі, яку воно придбало в інших країнах Близького Сходу. У 1995 в країні налічувалося 420 тис. голів кіз, 245 тис. голів овець, 79 тис. голів великої рогатої худоби.

## Промисловість
Ліванська промисловість одержала могутній імпульс до розвитку під час Другої світової війни в результаті скорочення імпорту і блокади торгових шляхів Середземномор'я. Післявоєнний економічний бум значно розширив внутрішній ринок, що дало можливість багатьом ліванським підприємствам вижити, не зважаючи на конкуренцію із зарубіжними виробниками. Крупними ринками збуту для продукції промисловості Лівану стали арабські нафтовидобувні держави. Зростання індустріального виробництва зберігалося, не зважаючи на труднощі, викликані браком палива і електроенергії, а також хаосом, що панував в країні після початку громадянської війни в 1975. За даними на середину 1990-х років, в промисловості створювалося бл. 18 % валового національного продукту.
Основою ліванського промислового сектору є крупні нафтопереробні і цементні заводи. Перші, розташовані в Триполі і Сайді, одержують нафту трубопроводами з Іраку і Саудівської Аравії. Серйозні позиції утримує також харчова (включаючи цукрову) і текстильна промисловість. У країні розвинене виробництво одягу, взуття, паперу і паперових виробів, меблів і інших товарів з дерева, хімічних продуктів, медикаментів, електроприладів і друкарської продукції.
За винятком нафтопереробних і цементних заводів, більшість місцевих фабричних підприємств належать до дрібних. Провідний індустріальний центр — Бейрут, серед інших виділяються Триполі і Захла.

## Зовнішня торгівля
Зовнішня торгівля грає важливу роль в економіці Лівану. Вартість імпорту в 1998 — 7,1 млрд дол., експорту — 0,7 млрд дол.
Загальний приплив капіталу досяг 6,7 млрд доларів, і у результаті позитивне сальдо в 1995 склало 259 млн доларів. Основними статтями ввезення були електроустаткування, транспортні засоби, метали, корисні копалини і продукти харчування. Майже третина імпорту припадає на західноєвропейські країни; крупними постачальниками товарів до Лівану також є США, Японія і сусідні арабські держави. Основні статті експорту — папір і паперові вироби, текстиль, фрукти і овочі, а також ювелірні вироби. Більше 60 % експорту прямує в нафтовидобувні держави Перської затоки, головним чином до Саудівської Аравії.
Великий зовнішньоторговельний дефіцит з лишком перекривається надходженнями фінансових коштів з-за кордону. Озброєна боротьба, що почалася в Лівані в 1975 і що продовжувалася до 1983, лише трохи вплинула на ввезення капіталу. Довіра до ліванської валюти, досвід і компетентність ліванських банкірів, гарантована законом таємниця внесків, а також політика вільної торгівлі і грошового звернення робили країну привабливою для інвесторів з нафтовидобувних арабських держав.
Прагнення Сирії поставити під свій контроль Ліван кардинально змінило ситуацію: впав курс ліванського фунта, промислова інфраструктура країни була зруйнована, почався відплив капіталу. Ситуація частково змінилася після призначення в жовтні 1992 на пост прем'єр-міністра країни мільярдера Рафіка Харірі і активного відновлення центрального ділового району Бейруту, що почалося. Відновні роботи фінансувалися за рахунок продажу казначейських зобов'язань, що привело до виникнення внутрішнього боргу, збільшеного до кінця 1995 до 7,1 млрд дол.

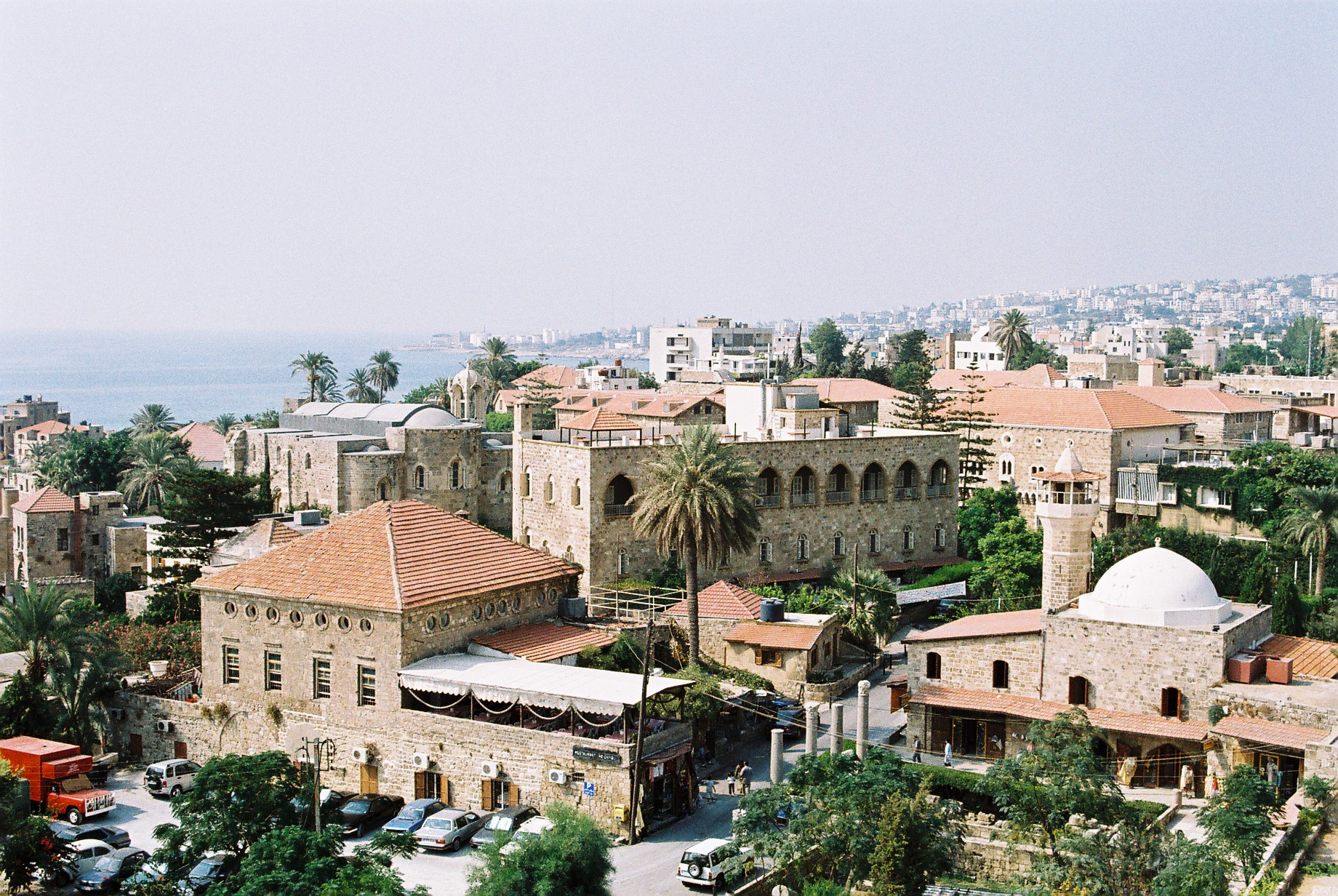
Біблос, 2003

## Туризм
До Другої світової війни туризм в Лівані обмежувався декількома гірськими курортами, що привертали невелике число відпочиваючих в літній час. Значне розширення мережі готелів, ресторанів і нічних клубів відбулося після 1950. Розвитку галузі сприяли вільний обмін валюти, спрощені митні правила, а також надійне регулярне сполучення з сусідніми країнами. Унаслідок цих заходів доходи від туризму з 1950 по 1975 збільшилися більш ніж в 10 разів, але в подальші роки на них негативно позначилися озброєні зіткнення в країні і руйнування найбільших готелів. У середині 1990-х років позиції туристичного сектора в ліванській економіці були частково відновлені, і в 1994 в Лівані побували 332 тис. туристів.

## Валюта і банківська система
Грошовою одиницею Лівану є ліванський фунт, що складається з 100 піастрів. Грошова емісія здійснюється державним Банком Лівану. Згідно із законом фунт повинен бути забезпечений золотом як мінімум на 30 %. У 1996 золотий запас країни становив 3,4 млрд доларів.
Після банкрутства в 1966 найбільшого з приватних банків Лівану, «Інтрабанку», уряд посилив контроль над фінансовою системою. Після початку в 1975 військових дій державний нагляд за банками слабшав, але довіра до ним збереглося, тому в 1975–1990 розорилося лише декілька ліванських банків. На початку 1990-х років в Бейруті діяли 79 банків, загальні активи яких тільки за 1993–1995 зросли з 10,9 млрд до 18,2 млрд дол. В наш час[коли?] рух капіталу на Близькому Сході здебільшого контролюється ліванськими фінансистами.

## Державний бюджет
Фінансова система Лівану в цілому консервативна. Податки в Лівані традиційно низькі, і в 1993 були в черговий раз зменшені: максимальна ставка прибуткового податку склала 10 %, податку на прибуток — 10 % і на дивіденди — 5 %. У 1994 державні доходи дорівнювали 1 млрд дол. при витратах 2,4 млрд дол. Основними витратними статтями бюджету були обслуговування державного боргу (35 %), зарплата державним службовцем (32 %), оборона (22 %) і освіта (10 %).

### Економічна криза 2021
У 2021 році Ліван оголосив дефолт. Слідом за це в країні розпочалася економічна криза. За цим послідувала й енергетична. 
9 жовтня 2021 року в Лівані відключили електроенергію у більшості регіонів країни. Це сталося через зупинку двох основних електростанцій. Але вже через добу, 10 жовтня, міністерство фінансів виділило 100 млн дол і електрику подали споживачам. Перебої з електрикою почалися за кілька днів до того. Із 2020 року, після дефолту і відмову виплачувати борг в 1 млрд дол, країна потерпає від фінансової та політичної кризи.
8 січня 2022 знову вимкнули електроспоживання. В країні електроспоживання відсутнє протягом 20-22 годин на добу. Половина населення живе за межею бідності, часто не вистачає продуктів та води.